# Édouard Mendy
Pour les articles homonymes, voir Mendy.
Édouard Mendy, né le 1er mars 1992 à Montivilliers, en Seine-Maritime, est un footballeur international sénégalais qui évolue au poste de gardien de but au Al-Ahli FC.
Édouard Mendy effectue sa formation près de son lieu de naissance, au Havre. Après six ans dans le club du quartier de Caucriauville, il passe un an au centre de formation du Havre puis intègre le Club sportif des Services municipaux du Havre. À sa majorité, il signe à l'AS Cherbourg en troisième division et s'impose en tant que titulaire à la suite de la relégation du club en Championnat de France amateur. Plus tard, l'équipe étant reléguée administrativement en régional, Édouard Mendy quitte le club et passe plusieurs mois au chômage, retournant ainsi s’entraîner avec l'équipe réserve du Havre AC. L'Olympique de Marseille finit par lui proposer un essai puis un contrat professionnel en tant que troisième gardien.
Repéré par le Stade de Reims, Édouard Mendy devient numéro deux cette fois-ci en Ligue 2 et s'impose comme titulaire la seconde saison, en 2017-2018, au détriment de Johann Carrasso. Il est l'un des grands artisans de la montée en Ligue 1, n'encaissant pas de buts dans plus de la moitié des matchs de la saison. Il participe à la huitième place champenoise et est nommé pour le titre de meilleur gardien aux Trophées UNFP 2019 après sa première saison dans l'élite. Courtisé, il rejoint le Stade rennais avec lequel il dispute la Ligue Europa. En 2020, Édouard Mendy devient le plus cher gardien de Ligue 1, étant recruté par le Chelsea FC. Intronisé titulaire un mois après son arrivée, à la place de Kepa Arrizabalaga, il remporte la Ligue des champions à la fin de la saison.
Il est le cousin de Ferland Mendy, footballeur international français évoluant au Real Madrid.

## Biographie

### Formation havraise et parcours amateur
Né à Montivilliers, en Seine-Maritime, près du Havre, d'origines sénégalaise et bissaoguinéenne, Édouard Mendy fait ses débuts de footballeur à l'âge de sept ans au Havre Caucriauville, où débute aussi Vikash Dhorasoo,. Il reste dans ce club de 1999 à 2005, avant de passer au centre de formation du Havre AC.
Dès 2006, Édouard Mendy poursuit alors aux CS Services municipaux du Havre, un club amateur partenaire du HAC. Le gardien longiligne y progresse fortement. Il y termine sa formation pendant cinq saisons en Division d'Honneur de la Ligue de Basse-Normandie. Barré notamment par Zacharie Boucher, il se souvient en 2017 : « Je savais qu'au Havre c'était bouché pour moi. Si je voulais avoir du temps de jeu, il fallait que je parte. C'était le jour et la nuit avec le centre de formation, mais c'était enrichissant. Ça m'a renforcé et j'ai pris beaucoup de plaisir à jouer là-bas ». Mendy joue tout d’abord en U19 puis est surclassé en seniors pendant deux saisons.
En 2011, à 19 ans, Édouard Mendy débarque à l'AS Cherbourg, alors en National. Gardien numéro 3 à son arrivée, il progresse dans la hiérarchie et devient numéro 1 lors de sa troisième saison, à la suite de la relégation en CFA du club normand. L'AS Cherbourg est rétrogradé administrativement en Division d'Honneur à l'issue de la saison 2013-2014. Édouard Mendy, qui possédait alors jusque-là un contrat fédéral avec le club normand se retrouve au chômage,. Cependant, il reste tout de même au club pour la saison 2014-2015. Au total, il joue trente-six matchs avec l'AS Cherbourg. À l'automne 2014, à 22 ans, Mendy choisit de partir et retourne s'entraîner avec Michel Courel et l'équipe réserve du HAC.
Après avoir été abandonné par un agent lui promettant des contacts en Angleterre,, les mois passent sans que le gardien ne soit contacté par un club. Mendy s'inscrit dans une agence d'emploi. Mendy raconte : « J'avais pour objectif d'aller en League One. Je m'étais donné les moyens pour y arriver. J'avais même fait appel à un agent qui m'a garanti à 150 % que j'allais signer. Du coup, je n'ai pas répondu aux sollicitations ici, en France, mais au final ça ne s'est pas fait. (...) Un ami avec qui je jouais à Cherbourg a fait le lien entre l'entraîneur des gardiens de Bordeaux et Stéphane Cassard, qui était à l'OM. Il lui a demandé s'il connaissait un gardien libre. Il a donné mon profil et Marseille a rapidement été intéressé ».
Au bout de neuf mois sans compétition, l'Olympique de Marseille l'invite pour un essai et lui propose de devenir gardien numéro 3 début septembre 2015,. Dès son arrivée, Mendy est appelé dans le groupe premier par l'entraîneur Míchel, pour disputer un match amical contre Trnava, en tant que doublure de Yohann Pelé à la suite de l'absence de Steve Mandanda. Après le départ en prêt de Brice Samba et Julien Fabri, Édouard Mendy se dispute la place de troisième gardien avec l'international U19, Florian Escalès. Sans approcher de l'équipe professionnelle, il joue huit matches avec l'équipe réserve promue en CFA 2015-2016 et progresse en particulier dans son jeu au pied,.

### Révélation au Stade de Reims

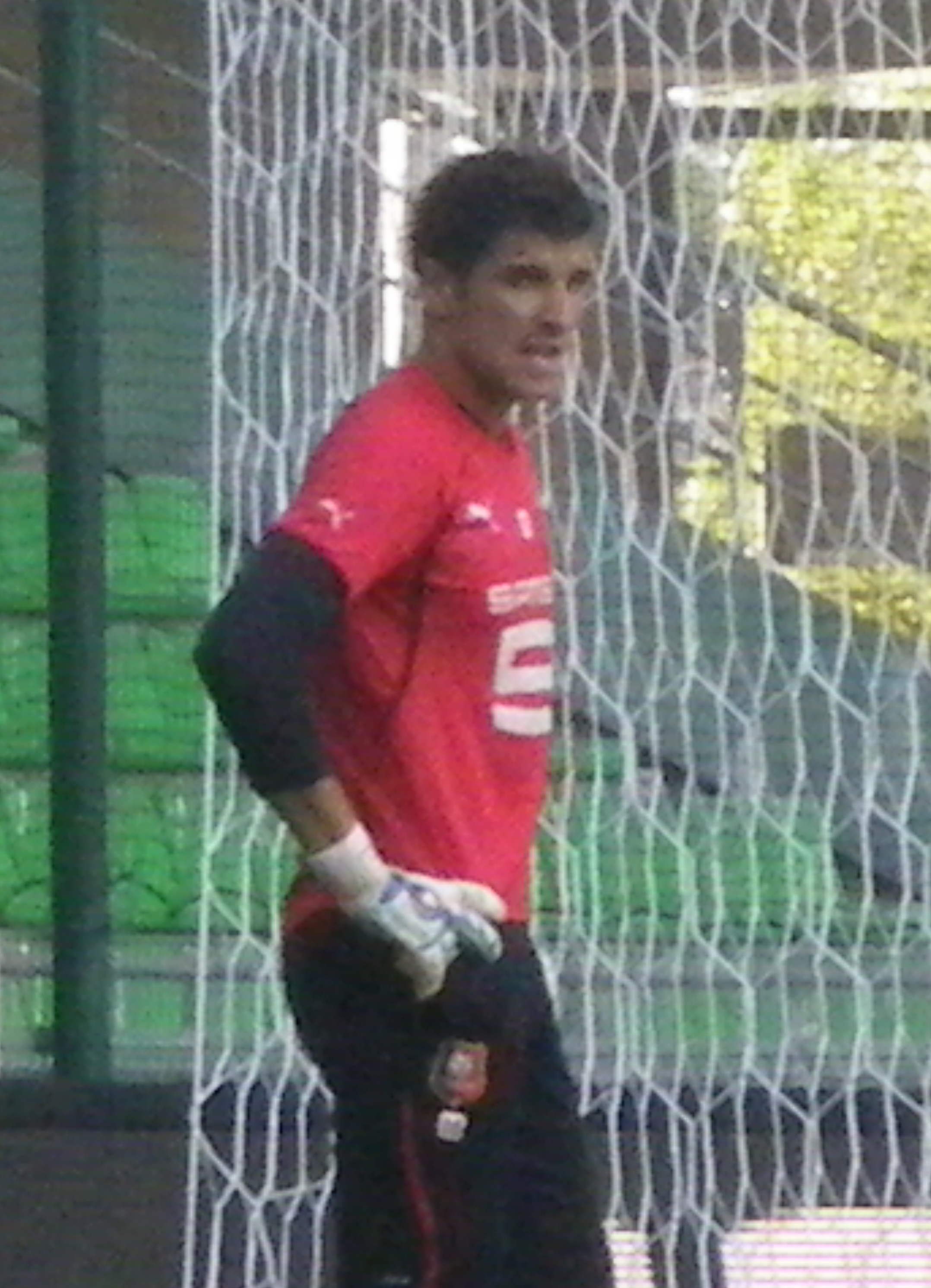
Pour la saison 2017-2018, Édouard Mendy est préféré dans les buts du Stade de Reims à Johann Carrasso.

Ne se mettant pas d'accord sur une prolongation avec l'OM, Édouard Mendy répond à la sollicitation de Sébastien Hamel, entraîneur des gardiens du Stade de Reims, connaissance de Stéphane Cassard. En juin 2016, le gardien normand signe son premier contrat professionnel avec Reims pour une durée de deux ans, à partir du 1er juillet 2016, en tant que gardien remplaçant,. Dès la première journée de Ligue 2, le 1er août chez l'Amiens SC, Mendy joue son premier match professionnel en remplaçant, dès la 5e minute, Johann Carrasso expulsé. Très sollicité, il a la main ferme tout au long du match, repoussant l'ensemble des assauts amiénois, exception faite d'un but contre son camp (1-1). Il est ensuite titulaire quelques jours plus tard, le 5 août 2016, lors de la réception, au stade Auguste-Delaune, de Bourg-en-Bresse Péronnas (victoire 1-0). Fin avril 2017, Édouard Mendy enchaîne deux matches comme titulaire en championnat à la place de Carrasso.
À partir de la saison suivante, Édouard Mendy devient le gardien titulaire de l'équipe rémoise, avec laquelle il remporte le titre de Champion de France de Ligue 2 et accède à la Ligue 1. Il est l'un des grands artisans de la montée du club champenois. Édouard Mendy réalise 18 clean sheets (matchs sans prendre de but) et concède seulement 22 buts durant les 34 matchs qu'il dispute lors de cette saison,. Il est l'un des quatre nommés pour le trophée UNFP du meilleur gardien de Ligue 2, remporté par Paul Bernardoni du Clermont Foot. À la fin de saison, certains médias sportifs révèlent un intérêt du club anglais de West Ham en Premier League. 
Après son nouveau clean sheet au Stade Vélodrome (0-0) lors de la 15e journée de Ligue 1, Édouard Mendy devient le gardien ayant réalisé le plus de matchs sans prendre de but en Europe (9) devant le gardien brésilien de Liverpool, Alisson (8). Édouard Mendy dispute l'intégralité des matchs disputés par le Stade de Reims lors de la saison 2018-2019 (38 en Ligue 1, 2 en Coupe de France et 1 en Coupe de la Ligue). Il termine la saison en ayant réalisé 14 matchs sans encaisser de but, soit le troisième meilleur total de Ligue 1. À la fin de la saison, il est l'un des cinq nommés pour le trophée UNFP du meilleur gardien de Ligue 1 (remporté par Mike Maignan du LOSC Lille). De plus, il est élu meilleur joueur de la saison par les supporters champenois.

### Confirmation au Stade rennais FC
Après une saison de Ligue 1 réussie avec le Stade de Reims, Édouard Mendy suscite l'intérêt de plusieurs clubs anglais dont Aston Villa et Norwich, deux clubs fraîchement promus en Premier League, mais aussi de clubs de Ligue 1 tels que le Stade rennais, l'Olympique de Marseille et le Montpellier Hérault. Le 6 août 2019, il s'engage officiellement avec le Stade rennais FC pour une durée de quatre ans. Encore blessé au doigt, il doit attendre la troisième journée de Ligue 1 pour faire ses débuts avec son nouveau club face au RC Strasbourg où il réalise une prestation remarquée en repoussant notamment un penalty et en réalisant de nombreux arrêts qui permettront à son équipe de l'emporter sur le score de 2 à 0. Édouard Mendy joue au total trente-quatre matchs avec le Stade rennais FC. 

### Sommets avec le Chelsea FC

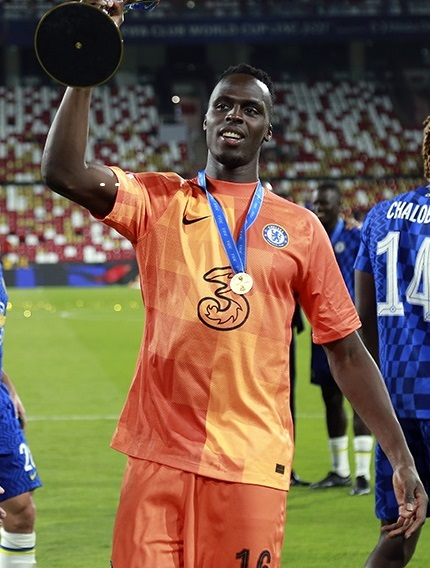
Édouard Mendy, champion du monde des clubs, avec le Chelsea FC.

Le 24 septembre 2020, Édouard Mendy s'engage avec le club londonien du Chelsea FC pour une durée de cinq ans et contre une somme estimée à 25 M€,, un record pour un gardien de L1. Le 29 septembre 2020, il dispute son premier match avec les Blues contre Tottenham lors du 4e tour de League Cup. Malheureusement pour Chelsea, Tottenham remporte la rencontre à l'issue des tirs au but sur le score de 5-4 et se qualifie pour le prochain tour de Coupe de la Ligue anglaise. Un mois après son arrivée, son entraîneur Frank Lampard place Édouard Mendy en gardien no 1 des Blues, passant devant Kepa Arrizabalaga. Il réalise d'entrée des performances impressionnantes dans les buts de Chelsea, il participe au bon début de saison de son équipe et garde son but inviolé lors de plusieurs matchs importants du club comme contre Manchester United, Tottenham Hotspurs ou encore Séville. Il ne peut toutefois rien pour empêcher les mauvais résultats des Blues à partir du mois de décembre. Lampard quitte son poste d'entraineur le 25 janvier et, le nouvel entraîneur Thomas Tuchel confirme Édouard Mendy comme gardien numéro un à Chelsea. Tuchel installe alors une défense à trois pratiquement imperméable et Mendy continue d'enchainer les performances de haut niveau. Il réalise deux clean sheets contre l'Atlético de Madrid en huitième de finale de Ligue des champions. Début mars, Mendy totalise douze clean sheets en vingt-deux titularisations en Premier League (55%), le seul des 210 gardiens à au moins dix matchs de PL avec un taux supérieur à 50%. Le 29 mai 2021, il remporte la Ligue des champions avec Chelsea en conservant une nouvelle fois son but inviolé en finale, contre Manchester City. Ce triomphe, le premier de sa carrière vient finaliser une saison de haut niveau de la part du gardien international sénégalais, qui garda ses cages inviolées à 25 reprises cette saison, en 44 rencontres.
Le 11 août, Mendy remporte le second trophée de sa carrière en soulevant la Supercoupe de l'UEFA contre Villarreal après que les Blues l'aient emporté aux tirs au but. Le 26 août 2021, il est sacré meilleur gardien de la saison par l'UEFA pour la saison 2020-2021. De nouveau titulaire, Mendy réalise un début de saison exceptionnel avec Chelsea, n'encaissant que trois fois en championnat entre les mois d'août et novembre. Le 17 janvier 2022, il est élu meilleur gardien de l'année The Best FIFA Football Awards.  
Parti en janvier pour disputer la Coupe d'Afrique des nations, Mendy rejoint ses coéquipiers à Abou Dabi pour y disputer la Coupe du monde des clubs. Sur le banc lors de la demi-finale, Mendy retrouve sa place de titulaire à l'occasion de la finale contre Palmeiras. Chelsea remporte le match 2-1 après prolongations ce qui permet à Mendy de soulever son troisième trophée depuis son arrivée à Londres.  

### Sommets avec le Al-Ahli FC
Le 28 juin 2023, Édouard Mendy s'engage avec le Al-Ahli FC en paraphant un contrat de trois ans pour la somme de 19 millions d'euros,,,.
En 2025, Il remporte la Ligue des Champions Élite de l'AFC 2024-2025, le second titre continental du club. Il devient ainsi le seul gardien a remporter trois titres majeurs dans trois continents : Afrique, Europe et Asie. Avec son coéquipier Mahrez, ils sont les deux seuls joueurs à avoir réalisé cette prouesse.
Il est élu meilleur gardien de la saison en 2025 de la Ligue des Champions Élite de l'AFC 2024-2025.

### En sélection
En 2017, la sélection nationale guinéenne lui fait des appels du pied, Édouard Mendy est alors tiraillé entre les origines de son père et son aspiration à évoluer sous le maillot du Sénégal.

#### CAN 2019
En septembre 2018, il est appelé pour la première fois avec l'équipe nationale du Sénégal pour les matchs de qualifications à la CAN 2019, il n'entre cependant pas en jeu. Depuis ce rassemblement, il est régulièrement convoqué en équipe nationale.
Il connaît sa première sélection deux mois plus tard, en novembre 2018, contre la Guinée équatoriale comptant pour les qualifications à la CAN 2019, victoire 2-0. 
Il est le gardien titulaire de la sélection sénégalaise lors de la Coupe d'Afrique des nations 2019 qui a lieu en Égypte et dispute les deux premiers matchs de poule avec son équipe face à la Tanzanie (2-0) et à l'Algérie (0-1). Il est de nouveau titularisé pour la troisième et dernière rencontre des phases de poule face au Kenya mais se fracture le doigt lors de l'échauffement. Cette blessure l'empêche de disputer le reste du tournoi où le Sénégal atteint la finale de la compétition. 

#### CAN 2021
Lors de la Coupe d'Afrique des nations 2021 disputée au Cameroun, Édouard Mendy remporte le titre avec la sélection du Sénégal grâce à une victoire en finale face à l'Égypte (0-0, 4-2 aux TAB). C'est le premier titre continental dans l'histoire du Sénégal. À l'issue de la compétition, Édouard Mendy est nommé dans l'équipe type.

#### Coupe du monde 2022
Le 11 novembre 2022, il est sélectionné par Aliou Cissé pour participer à la Coupe du monde 2022 disputée au Qatar,. Il est titulaire pour les trois matchs de groupe face aux Pays-Bas (défaite 2-0), au Qatar (victoire 3-1) et à l'Équateur (victoire 2-1),,. Lors des huitièmes de finale au stade Al-Bayt, à Al-Khor, le Sénégal affronte l'Angleterre et est éliminé sur le score de trois buts à zéro. Édouard Mendy aura joué la totalité des rencontres pour un total de 360 minutes.[réf. souhaitée]

#### CAN 2023
Le 29 décembre 2023, il est retenu dans la liste des vingt-sept joueurs sénégalais sélectionnés par Aliou Cissé pour disputer la Coupe d'Afrique des nations 2023.[réf. souhaitée]

## Style de jeu
Michel Courel, entraîneur des gardiens de l'académie du Havre AC se souvient qu'« il avait une certaine dextérité, de l'explosivité, une morphologie qui lui permettait d'avoir une certaine présence dans le but mais aussi dans l'attitude, même si c'est un garçon discret ». Stéphane Cassard, son entraîneur des gardiens à l'Olympique de Marseille rappelle : « pour un très grand gabarit, il va très vite au niveau des appuis, il va très vite au sol, il a une grande envergure, il prend beaucoup de place dans le but ».
Sa grande taille et sa souplesse lui confèrent une aisance dans le jeu aérien.[réf. souhaitée]

## Statistiques

### En club
| Saison                | Club                        | Championnat           | Championnat | Championnat | Coupe nationale | Coupe nationale | Coupe de la Ligue | Coupe de la Ligue | Supercoupe | Supercoupe | Compétition(s) continentale(s) | Compétition(s) continentale(s) | Compétition(s) continentale(s) | Supercoupe de l'UEFA | Supercoupe de l'UEFA | Coupe du monde des clubs | Coupe du monde des clubs | Total | Total |
| Saison                | Club                        | Division              | M.          | B.          | M.              | B.              | M.                | B.                | M.         | B.         | Comp.                          | M.                             | B.                             | M.                   | B.                   | M.                       | B.                       | M.    | B.    |
| 2011-2012             | AS Cherbourg                | National              | 5           | 0           | 1               | 0               | -                 | -                 | -          | -          | -                              | -                              | -                              | -                    | -                    | -                        | -                        | 6     | 0     |
| 2012-2013             | AS Cherbourg                | National              | 3           | 0           | -               | -               | -                 | -                 | -          | -          | -                              | -                              | -                              | -                    | -                    | -                        | -                        | 3     | 0     |
| 2013-2014             | AS Cherbourg                | CFA                   | 18          | 0           | 4               | 0               | -                 | -                 | -          | -          | -                              | -                              | -                              | -                    | -                    | -                        | -                        | 22    | 0     |
| 2014-2015             | AS Cherbourg                | DH                    | 7           | 0           | -               | -               | -                 | -                 | -          | -          | -                              | -                              | -                              | -                    | -                    | -                        | -                        | 7     | 0     |
| Sous-total            | Sous-total                  | Sous-total            | 31          | 0           | 5               | 0               | -                 | -                 | -          | -          | -                              | -                              | -                              | -                    | -                    | -                        | -                        | 36    | 0     |
| 2015-2016             | Olympique de Marseille rés. | CFA                   | 8           | 0           | -               | -               | -                 | -                 | -          | -          | -                              | -                              | -                              | -                    | -                    | -                        | -                        | 8     | 0     |
| 2016-2017             | Stade de Reims              | Ligue 2               | 8           | 0           | 2               | 0               | 1                 | 0                 | -          | -          | -                              | -                              | -                              | -                    | -                    | -                        | -                        | 11    | 0     |
| 2017-2018             | Stade de Reims              | Ligue 2               | 34          | 0           | -               | -               | -                 | -                 | -          | -          | -                              | -                              | -                              | -                    | -                    | -                        | -                        | 34    | 0     |
| 2018-2019             | Stade de Reims              | Ligue 1               | 38          | 0           | 2               | 0               | 1                 | 0                 | -          | -          | -                              | -                              | -                              | -                    | -                    | -                        | -                        | 41    | 0     |
| Sous-total            | Sous-total                  | Sous-total            | 80          | 0           | 4               | 0               | 2                 | 0                 | -          | -          | -                              | -                              | -                              | -                    | -                    | -                        | -                        | 86    | 0     |
| 2019-2020             | Stade rennais FC            | Ligue 1               | 24          | 0           | 5               | 0               | -                 | -                 | -          | -          | C3                             | 4                              | 0                              | -                    | -                    | -                        | -                        | 33    | 0     |
| 2020-2021             | Stade rennais FC            | Ligue 1               | 1           | 0           | -               | -               | -                 | -                 | -          | -          | C1                             | -                              | -                              | -                    | -                    | -                        | -                        | 1     | 0     |
| Sous-total            | Sous-total                  | Sous-total            | 25          | 0           | 5               | 0               | -                 | -                 | -          | -          | -                              | 4                              | 0                              | -                    | -                    | -                        | -                        | 34    | 0     |
| 2020-2021             | Chelsea FC                  | Premier League        | 31          | 0           | -               | -               | 1                 | 0                 | -          | -          | C1                             | 12                             | 0                              | -                    | -                    | -                        | -                        | 44    | 0     |
| 2021-2022             | Chelsea FC                  | Premier League        | 34          | 0           | 3               | 0               | 1                 | 0                 | -          | -          | C1                             | 9                              | 0                              | 1                    | 0                    | 1                        | 0                        | 49    | 0     |
| 2022-2023             | Chelsea FC                  | Premier League        | 10          | 0           | -               | -               | 1                 | 0                 | -          | -          | C1                             | 1                              | 0                              | -                    | -                    | -                        | -                        | 12    | 0     |
| Sous-total            | Sous-total                  | Sous-total            | 75          | 0           | 3               | 0               | 3                 | 0                 | -          | -          | -                              | 22                             | 0                              | 1                    | 0                    | 1                        | 0                        | 105   | 0     |
| 2023-2024             | Al-Ahli FC                  | Saudi Pro League      | 33          | 0           | 2               | 0               | -                 | -                 | -          | -          | -                              | -                              | -                              | -                    | -                    | -                        | -                        | 35    | 0     |
| 2024-2025             | Al-Ahli FC                  | Saudi Pro League      | 28          | 0           | 1               | 0               | -                 | -                 | 1          | 0          | ACL                            | 9                              | 0                              | -                    | -                    | -                        | -                        | 39    | 0     |
| Sous-total            | Sous-total                  | Sous-total            | 61          | 0           | 3               | 0               | -                 | -                 | 1          | 0          | -                              | 9                              | 0                              | -                    | -                    | -                        | -                        | 74    | 0     |
| Total sur la carrière | Total sur la carrière       | Total sur la carrière | 280         | 0           | 20              | 0               | 5                 | 0                 | 1          | 0          | -                              | 35                             | 0                              | 1                    | 0                    | 1                        | 0                        | 343   | 0     |

### En équipe nationale
| Saison                | Sélection             | Phases finales        | Phases finales | Phases finales | Éliminatoires | Éliminatoires | Matchs amicaux | Matchs amicaux | Total | Total |
| Saison                | Sélection             | Compétition           | M              | B              | M             | B             | M              | B              | M     | B     |
| --------------------- | --------------------- | --------------------- | -------------- | -------------- | ------------- | ------------- | -------------- | -------------- | ----- | ----- |
| 2018-2019             | Sénégal               | CAN 2019              | 2              | 0              | 2             | 0             | 1              | 0              | 5     | 0     |
| 2019-2020             | Sénégal               | -                     | -              | -              | 2             | 0             | -              | -              | 2     | 0     |
| 2020-2021             | Sénégal               | -                     | -              | -              | 2             | 0             | 1              | 0              | 3     | 0     |
| 2021-2022             | Sénégal               | CAN 2021              | 5              | 0              | 9             | 0             | -              | -              | 14    | 0     |
| 2022-2023             | Sénégal               | Coupe du monde 2022   | 4              | 0              | -             | -             | -              | -              | 4     | 0     |
| 2023-2024             | Sénégal               | CAN 2021              | 4              | 0              | 4             | 0             | 3              | 0              | 11    | 0     |
| 2024-2025             | Sénégal               | -                     | -              | -              | 5             | 0             | -              | -              | 5     | 0     |
| Total sur la carrière | Total sur la carrière | Total sur la carrière | 15             | 0              | 24            | 0             | 5              | 0              | 44    | 0     |

### Liste des matchs internationaux
| Détails des sélections avec le Sénégal | Détails des sélections avec le Sénégal | Détails des sélections avec le Sénégal | Détails des sélections avec le Sénégal | Détails des sélections avec le Sénégal |
| #                                      | Date                                   | Adversaire                             | Score                                  | Compétition                            |
| -------------------------------------- | -------------------------------------- | -------------------------------------- | -------------------------------------- | -------------------------------------- |
| 1                                      | 17 novembre 2018                       | Guinée équatoriale                     | 0:1                                    | qualif. CAN 2019 - groupe A            |
| 2                                      | 23 mars 2019                           | Madagascar                             | 2:0                                    | qualif. CAN 2019 - groupe A            |
| 3                                      | 16 juin 2019                           | Nigeria                                | 1:0                                    | match amical                           |
| 4                                      | 23 juin 2019                           | Tanzanie                               | 2:0                                    | CAN 2019 - groupe C                    |
| 5                                      | 27 juin 2019                           | Algérie                                | 0:1                                    | CAN 2019 - groupe C                    |
| 6                                      | 13 novembre 2019                       | Congo                                  | 2:0                                    | qualif. CAN 2021 - groupe I            |
| 7                                      | 17 novembre 2019                       | Eswatini                               | 1:4                                    | qualif. CAN 2021 - groupe I            |
| 8                                      | 11 novembre 2020                       | Guinée-Bissau                          | 2:0                                    | qualif. CAN 2021 - groupe I            |
| 9                                      | 15 novembre 2020                       | Guinée-Bissau                          | 0:1                                    | qualif. CAN 2021 - groupe I            |
| 10                                     | 8 juin 2021                            | Cap-Vert                               | 2:0                                    | match amical                           |
| 11                                     | 1er septembre 2021                     | Togo                                   | 2:0                                    | qualif. CDM 2022 - groupe H            |
| 12                                     | 7 septembre 2021                       | Congo                                  | 1:3                                    | qualif. CDM 2022 - groupe H            |
| 13                                     | 9 octobre 2021                         | Namibie                                | 4:1                                    | qualif. CDM 2022 - groupe H            |
| 14                                     | 12 octobre 2021                        | Namibie                                | 1:3                                    | qualif. CDM 2022 - groupe H            |
| 15                                     | 11 novembre 2021                       | Togo                                   | 1:1                                    | qualif. CDM 2022 - groupe H            |
| 16                                     | 18 janvier 2022                        | Malawi                                 | 0:0                                    | CAN 2021                               |
| 17                                     | 25 janvier 2022                        | Cap-Vert                               | 2:0                                    | CAN 2021                               |
| 18                                     | 30 janvier 2022                        | Guinée équatoriale                     | 3:1                                    | CAN 2021                               |
| 19                                     | 2 février 2022                         | Burkina Faso                           | 1:3                                    | CAN 2021                               |
| 20                                     | 6 février 2022                         | Égypte                                 | 0:0tab(4-2)                            | CAN 2021                               |

## Palmarès

### En club
| Stade de Reims              | Chelsea FC (3) | Al-Ahli FC (1)                                      |
| --------------------------- | --- | --------------------------------------------------- |
| - Ligue 2 - Champion : 2018 | - Ligue des champions - Vainqueur : 2021 - Supercoupe de l'UEFA - Vainqueur : 2021 - Coupe du monde des clubs - Vainqueur : 2022 - Coupe d'Angleterre - Finaliste : 2021 et 2022 - Coupe de la Ligue - Finaliste : 2022 | - Ligue des champions de l'AFC : - Vainqueur : 2025 |

### En sélection nationale
| Sénégal (1)                                                         |
| ------------------------------------------------------------------- |
| - Coupe d'Afrique des nations - Vainqueur : 2021 - Finaliste : 2019 |

### Distinctions personnelles
| Distinction                                                    | Date |
| -------------------------------------------------------------- | ---- |
| Meilleur gardien de la saison (UEFA)                           | 2021 |
| Meilleur gardien de la Coupe d'Afrique des nations de football | 2021 |
| Meilleur gardien de l'année (The Best FIFA Football Awards)    | 2022 |
| Meilleur gardien de la saison (AFC)                            | 2025 |